# Alexandr Yeriomin
Alexandr Andréyevich Yeriomin –en ruso, Александр Андреевич Ерёмин– (Dmítrov, 16 de diciembre de 1995) es un deportista ruso que compite en curling. Ganó una medalla de bronce en el Campeonato Mundial de Curling Mixto de 2018.

## Palmarés internacional
| Campeonato Mundial Mixto | Campeonato Mundial Mixto | Campeonato Mundial Mixto | Campeonato Mundial Mixto |
| Año                      | Lugar                    | Medalla                  | Prueba                   |
| ------------------------ | ------------------------ | ------------------------ | ------------------------ |
| 2018                     | Kelowna (Canadá)         | Medalla de bronce        | Mixto                    |